# Феодосьев, Сергей Григорьевич
Сергей Григорьевич Феодосьев (1880—1937) — последний государственный контролёр Российской империи (1916—1917), камергер (1910), действительный статский советник (1915).

## Биография
Из дворян. Сын полковника Григория Петровича Феодосьева (1843—?) и жены его Екатерины Николаевны Зыбиной (1859 — 19 ноября (2 декабря) 1919, Петроград).
В 1895 году поступил в Александровский лицей, который окончил в 1901 году с золотой медалью. По окончании лицея поступил на службу в Государственную канцелярию сверхштатным чиновником, был назначен для занятий в отделение государственной экономии. В 1903 году был назначен младшим делопроизводителем Государственной канцелярии VIII класса. В 1904 году состоял в распоряжении статс-секретаря Государственного совета А. И. Кобеляцкого для участия в делопроизводстве Особого совещания под председательством графа Д. М. Сольского, также участвовал в делопроизводстве Особого совещания по обеспечению судьбы осиротевших в войну с Японией детей офицеров и нижних чинов.
22 октября 1905 года назначен секретарём при председателе департамента государственной экономии Государственного совета. 2 июня 1906 года назначен младшим делопроизводителем VII класса, а 17 июня того же года — старшим делопроизводителем Государственной канцелярии. 1 сентября 1906 года Феодосьеву поручено было состоять в распоряжении председателя Совета министров П. А. Столыпина для занятий по делопроизводству Совета, а 28 октября того же года он был командирован для занятий в отделение финансов Государственной канцелярии. 22 декабря 1908 года назначен помощником статс-секретаря Государственного совета сверх штата. 1 июля 1909 года переведён на службу в канцелярию Совета министров с назначением начальником 2-го отделения канцелярии. 6 декабря 1910 года пожалован в камергеры, а 10 апреля 1911 года произведён в статские советники.
14 апреля 1914 года назначен директором общей канцелярии министра финансов, а 30 июля 1915 года произведён в действительные статские советники. В 1914—1915 годах состоял членом многих комиссий, особых и межведомственных совещаний, а также статистического совета при Министерстве внутренних дел. Был избран членом правления Общества КВЖД. 8 августа 1916 года назначен товарищем министра финансов с возложением непосредственного заведования общей канцелярией министра и предоставлением всех прав директора канцелярии. С 30 ноября 1916 по 28 февраля 1917 года — государственный контролёр. С 6 декабря 1916 года состоял также председателем финансового комитета Верховного совета по призрению семейств лиц, призванных на войну, а также семейств раненых и павших воинов.
После Октябрьской революции выехал в Сибирь. Первый председатель Чрезвычайного Государственного экономического совещания при правительстве Колчака. В эмиграции в Англии, затем во Франции. Выступал в английской и французской печати по финансовым и экономическим вопросам. В 1926 году был делегатом Российского зарубежного съезда в Париже от русской эмиграции в Англии. Позднее переехал в Париж.
Скончался в 1937 году в Париже. Похоронен на кладбище Вильжюиф. Был женат на вдове Валентине Евстафьевне Стронской.

## Награды
- Орден Святого Станислава 2-й степени (1 января 1906)
- Орден Святой Анны 2-й степени (1 января 1909)
- Орден Святого Владимира 4-й степени (1 января 1914)
- Высочайшая благодарность (29 мая 1916)
- Орден Святого Станислава 1-й степени (1 января 1917)

Иностранные:
- Французский орден Почётного легиона, командорский крест (1915)